# 法比奧·夏卡
法比奧·夏卡（Fabio Sciacca，1989年5月16日—）是一位意大利足球運動員。目前他效力於意甲球隊卡塔尼亞。在場上司職中場。2004年時，夏卡轉會來到卡塔尼亞。